# La Cuchilla, Buenavista
La Cuchilla är en ort i Mexiko.   Den ligger i kommunen Buenavista och delstaten Michoacán de Ocampo, i den södra delen av landet, 400 km väster om huvudstaden Mexico City. La Cuchilla ligger 631 meter över havet och antalet invånare är 149.
Terrängen runt La Cuchilla är huvudsakligen kuperad, men åt sydväst är den platt. Runt La Cuchilla är det ganska glesbefolkat, med 38 invånare per kvadratkilometer. Närmaste större samhälle är Buena Vista Tomatlán, 7,2 km sydväst om La Cuchilla. I omgivningarna runt La Cuchilla växer huvudsakligen savannskog.